# Юинта
Вижте пояснителната страница за други значения на Юинта.
Юѝнта (на английски: Uintah) е град в окръг Уебър, щата Юта, САЩ. Юинта е с население от 1127 жители (2000) и обща площ от 2,6 km². Намира се на 1383 m надморска височина. ЗИП кодът му е 84403, 84405, а телефонният му код е 801.